# 枚方城
枚方城（ひらかたじょう）は、大阪府枚方市（旧・河内国茨田郡）にあったとされる日本の城（平山城）。豊臣氏に仕えた豪族・本多氏の居城で、慶長20年（1615年）に廃城になったとされるが、実在しないとする説もある。

## 従来の説における枚方城
枚方城は、百済王氏の後裔を称する枚方の豪族・本多氏の居城とされる。
枚方市にある一乗寺の記録によると、城主の本多内膳正政康は豊臣氏に仕えた人物で、百済王氏の子孫だった。その娘の乙御前は豊臣秀吉の愛妾となっている。政康は、信州善光寺の開祖・本多善光と祖が同じであったことから善光寺の再建に力を尽くし、慶長5年（1605年）には一乗寺と日吉神社の再建を行ったという。その後、慶長20年（元和元年、1615年）に大坂城が落城すると、枚方城も廃城になったとされる。
城の遺構は残っていない。城があった場所は、枚方市枚方上之町の枚方小学校のある地とされている。舌状台地の最突端で三方が深い谷となった、枚方市街で最も高い場所である。「門口」という小字が残っており、城門があった場所といわれる。

## 実在を否定する説
枚方城や城主の本多政康、その娘の乙御前について、馬部隆弘は後世の創作話であると述べる。
まず、枚方城があった痕跡は一切見られず、一乗寺境内に本多政康の墓とされる元和元年（1615年）の銘の宝篋印塔があるものの、馬部は明らかに近世後期以降のものであるとする。門口という小字については、枚方寺内町に関係する地名の可能性が考えられる。
枚方城が初めて見える文献は、享保20年（1720年）刊行の『五畿内志』で、そこには「枚方故城 本多氏之所拠元和中廃」と記されている。『河内名所図会』などの近世の地誌類でも同様の記述が孫引きされるのみだったが、1922年（大正11年）刊行の『大阪府全志』で「一乗寺の記録」が初めて紹介されると、その記録を引用して本多政康や乙御前の名が語られるようになった。
馬部隆弘は『五畿内志』における枚方城について、慶長19年（1614年）10月に大坂冬の陣に際して、伊勢桑名藩主の本多忠政が枚方に在陣したことが元になったとしている。その『五畿内志』の内容を元に、枚方付近にいた名族・百済王氏と枚方城主の本多氏が結び付けられ、また織田信長が秀吉に与えた茶湯釜「乙御前の釜」から、秀吉が御茶屋御殿に住まわせた乙御前が考案されたとする。
枚方城にまつわる話は言葉遊びなどが見られることから、馬部はユーモアの類だったとするが、その後、一乗寺の由緒として前面に押し出されることになった。『大阪府全志』で「一乗寺の記録」が紹介されたその3年後の1925年（大正14年）、大阪市域の拡張を記念した大大阪記念博覧会が開催され、大大阪の象徴として豊臣秀吉の人気が高まる。こうした情勢下で枚方町は町誌の編纂を開始し、1951年（昭和26年）に枚方城の話を詳しく載せる旧『枚方市史』が刊行されることになったという。